# Hermite (archipelag)
Wyspy Hermite – grupa wysp, należących do Chile. W ich skład wchodzi wyspa Hornos, na której znajduje się przylądek Horn. Od północy graniczą z wyspami Wollaston. Administracyjnie należą do regionu Magallanes. Wyspy zostały nazwane na cześć dowódcy holenderskiej floty – Jacobusa L'Hermite, która przybyła tu w 1623 roku, podążając ku wybrzeżom Peru, gdzie miała za zadanie zwalczać żeglugę hiszpańską.